# Fissidentalium metivieri
Fissidentalium metivieri is een Scaphopodasoort uit de familie van de Dentaliidae. De wetenschappelijke naam van de soort is voor het eerst geldig gepubliceerd in 1995 door Scarabino.